# Porsche 956
De Porsche 956 was een sportwagen-prototype van het Duitse automerk Porsche. Prototype wil in dit geval zeggen dat de wagen exclusief werd gemaakt voor de autosport. Op de 24 uur van Le Mans in 1982 haalde Jacky Ickx samen met Derek Bell de allereerste overwinning voor de wagen binnen. Het jaar daarvoor won dit team ook al met de Porsche 936. Tevens pakten de twee overige ingeschreven 956's respectievelijk de tweede en de derde plaats waardoor in 1982 het podium van de 24 uur van Le Mans enkel bestond uit dit model.
Tijdens de 1000 km van Spa-Francorchamps in 1985 kwam Stefan Bellof om in een 956 nadat hij na een lichte botsing met de Porsche 962 van Jacky Ickx frontaal op een muur inreed waarna zijn wagen vuur vatte. Uit veiligheidsredenen werd na deze race meer en meer gekozen voor de 962 die veiliger was dan de 956. Echter, het duurde nog tot het einde van 1986 voor de 956 volledig van het strijdtoneel verdween.